# Емишанлы (Огузский район)
Емишанлы (азерб. Yemişanlı) — село в Огузском районе Азербайджана. 

## География
Расположено в 18 км к югу от районного центра города Огуз и к северу от села Падар. Рядом проходит трасса Огуз-Габала.

## Этимология
Емишанлы основано в XIX веке выходцами из села Горуглар. Название села происходит от слова Емишан (азерб. Yemişan), что в переводе на русский означает «боярышник». В районе села ранее имелись густые заросли этого растения.

## Население
По материалам Азербайджанской сельскохозяйственной переписи 1921 года в селении Емишанлы Халхало-Падарского сельского общества, Нухинского уезда проживало 142 человек в 32 хозяйствах, из них мужчин 76 и женщин 66. Преобладающая национальность — тюрки-азербайджанцы. 
По данным издания «Административное деление АССР», подготовленного в 1933 году Управлением народно-хозяйственного учёта Азербайджанской ССР (АзНХУ), по состоянию на 1 января 1933 года в Емишанлы входившем в состав Падарского сельсовета Варташенского района Азербайджанской ССР проживало 192 человека (40 хозяйств, 106 мужчин и 86 женщин). Национальный состав всего сельсовета (сёла Аглыг, Деймадера, Якублу, Емишанлы, Падар, Карабалдыр, Таифлы, Варданлы, Зарраб) на 82,2 % состоял из тюрков (азербайджанцев).